# پیامدهای سربازی در ایران

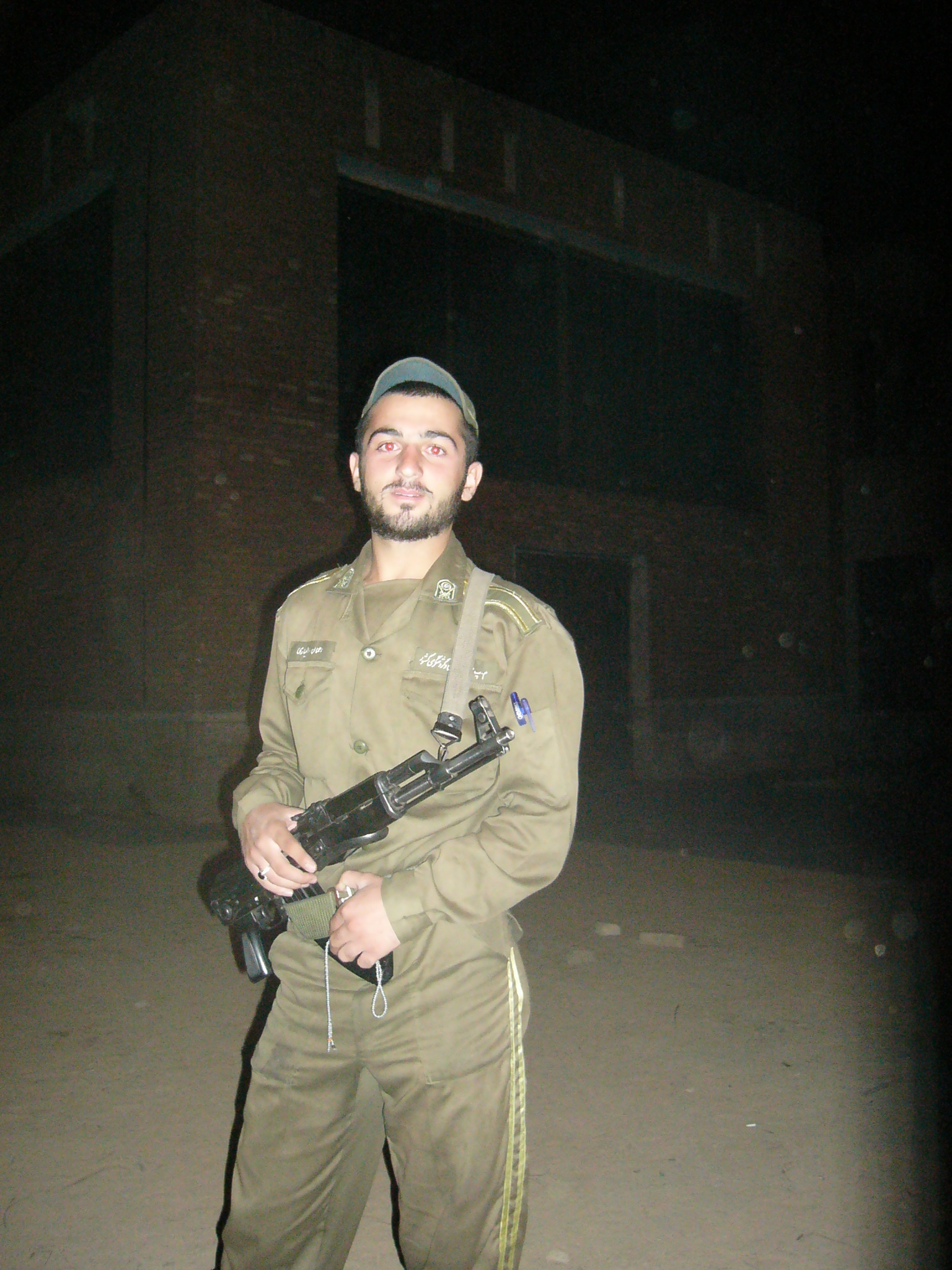
یک سرباز ایرانی

پیامدهای سربازی در ایران بیشتر گریبان‌گیر مردم طبقه‌های کارگر و کم‌درآمد ایرانی بوده است چرا که خانواده‌های ثروتمندتر، به‌طور معمول پیش از سن اعزام سربازی اقدام به خروج فرزندان خود از ایران کرده‌اند یا با به‌دنیا آوردن فرزند خود در کشورهای دیگر، این مشکل را برایشان حل کرده‌اند.
سربازی در ایران اجباری است و بر پایهٔ قانون اساسی جمهوری اسلامی ایران، همهٔ مردان بالای ۱۸ سال ایرانی، به جز مواردی که استثنا شده‌اند، باید به خدمت سربازی بروند. مردان ایرانی، پیش از پایان دادن به خدمت اجباری سربازی، از انجام هرگونه خدمات دولتی و بهره‌مندی از خدمات شهروندی، بازداشته می‌شوند؛ مگر با داشتن مدرک معافیت دائمی یا موقت. حق تحصیل آنان نیز نسبت به مهاجران افغانستان، پاکستان، عراقی و دیگر محصلان خارجی حاضر در ایران، کمتر است. به‌گونه‌ای که یک پسر ایرانی، با نخستین اشتباه در گزینش رشته یا اخلال روند تحصیلی، مجبور به ترک تحصیل و رفتن به خدمت سربازی می‌شود. چیزی که تبعیض علیه مردان ایرانی دانسته شده است.
در ایران، برای نخستین بار، لایحهٔ خدمت اجباری نظام وظیفه در سال ۱۳۰۳ توسط رضا شاه به مجلس شورای ملی چهارم تقدیم شد و قانون آن در شانزدهم خرداد ۱۳۰۴، به تصویب رسید. حالت اجباری آن که می‌تواند مانعی برای رشد و تعالی شخصیت مردان ایرانی باشد و حتی مانع تحصیل آنان شود، دست کم تا سال ۱۴۰۳ حفظ شد. آموزش همگانی و دانشگاهی پسران ایرانی، مشروط به سربازی بوده است. اگرچه نمایندگان مجلس، پیش از انتخابات همواره وعده‌هایی برای بهبود این شرایط داده‌اند.
لغو خدمت وظیفه عمومی در بیشتر کشورها و باقی ماندن آن در ایران انتقادهایی انسانی و قانونی را از سوی بسیاری در پی داشته است. وجه مشترک این انتقادها مواردی چون آمار بالای خودکشی سربازان وظیفه، اتلاف وقت مردان، بیگاری، تبعیض جنسیتی، تبعیض تحصیلی، افسردگی حاصل از خدمت و محرومیت از حقوق شهروندی در صورت غیبت از سربازی می‌باشد. به همین دلیل شمار غایبان از سربازی بسیار زیاد شده است. در قوانین ایران گروهی از افراد به‌دلیل داشتن برخی معافیت‌ها مانند تواناییِ خوب مالی برای خرید سربازی یا داشتنِ سهمیه‌های جانبازی کافی، از سربازی اجباری کاملاً معاف می‌شوند. تصویب و اجرا این قوانین و معافیت افراد خاص، همیشه مورد بحث بوده است. موافقان اندکِ سربازی اجباری در ایران، به «ساخته‌شدن جوان» و «ادای دِین به میهن» به عنوان چرایی‌های موافقت خود، اشاره می‌کنند و مخالفان پرشمار آن، استدلال‌هایی دیگر دارند که شامل رنج سربازان می‌شود. طلاق، آسیب‌های روانی و مهاجرت نخبگان، آسیب به اقتصاد سربازان و خانواده‌شان و عقب‌انداختن ازدواج آنان، از دلایل مخالفان سربازی اجباری بوده‌اند. با این وجود، مسئولان جمهوری اسلامی برای دهه‌ها، هیچ تغییر بنیادینی در اصل سربازی در ایران، نداده‌اند و به انتقادات، بی‌توجه بودند به نحوی که هنوز، خدمت در این کشور، حالتی اجباری دارد.
مشکلات سربازان ایرانی نیز شامل گرایش سربازان ایرانی به مواد مخدر، گرفتاری به بیماری‌های گوناگون و در مواردی، تمایل به خودکشی بوده است. همچنین رسانه‌های فارسی‌زبان، باور دارند که تجاوز جنسی در دوران سربازی، بسیار پیش می‌آید و گزارش‌های بسیاری از همجنس‌گرایی در میان سربازان ایرانی، در رسانه‌ها مطرح بوده است؛ هرچند که واکنشی از مقام‌های رسمی، نداشته است. رخدادهای خودروهای حمل سربازان و مواردی چون جنجال سربازی بازیکنان فوتبال نیز مورد توجه بوده‌اند.

## سودمندی‌ها برای حکومت‌های ایران
سربازی اجباری کمک می‌کند حکومت ایران بتواند سربازان را به هر منطقه‌ای اعزام کند و به شکلی کم‌هزینه، شمار نیروهایش را افزایش دهد.
موسی کمالی، جانشین اداره منابع انسانی ستادکل نیروهای مسلح جمهوری اسلامی گفته است: «کدام جوانی پیدا می‌شود که در صورتی که سربازگیری حرفه‌ای شود، حاضر باشد برود سیستان و بلوچستان یا چابهار خدمت کند، اما سربازان وظیفه در تمامی نقاطی که لازم باشد، خدمت می‌کنند. در جنگ ایران و عراق حدود سه میلیون جوان در قالب سربازی آموزش‌دیده و به مناطق جنگی اعزام شده‌اند، حال اگر جنگ شود، چه فردی حاضر است برود و استخدام شود تا به جبهه اعزام شود».

## اعمال فشار قانونی بر مردم
یکی از اولین مثال های اعمال فشار قانونی بر مردم در رابطه با قانون نظام وظیفه به تصویب طرحی در مجلس شواری اسلامی در مورخه ۲۵ فروردین ۱۳۶۵ بر می گردد که طی آن سپاه، ژاندارمری، کمیته و شهربانی موظف شدند مشمولان غایب را دستگیر کنند.

بر پایه گزارشی در سال ۲۰۲۴، بر اساس ماده‌های ۶۲، ۶۳ و ۶۳ مکرر «قانون خدمت وظیفه عمومی»، مردان ایرانی مشمول سربازی و غایبان، حق استخدام در دستگاه‌ها و اداره‌های دولتی و حتی غیردولتی را ندارند. ماده ۶۳ مکرر این قانون نیز در بخشی دیگر اعلام کرده است: «کسانی که به نحوی مشمولین غایب را در مؤسسات دولتی و غیردولتی از قبیل کارخانه‌ها، شرکت‌ها، آموزشگاه‌ها، کارگاه‌ها، بنگاه‌ها، مغازه‌ها و تعمیرگاه‌ها، به‌کارگیری نمایند توسط نیروی انتظامی، وزارتخانه‌های «تعاون، کار و رفاه اجتماعی» و «صنعت، معدن و تجارت» شناسایی و به محاکم صالحه قضائی معرفی می‌شوند. مجازات اینگونه افراد برای بار اول هزینه سالانه یک سرباز و برای بار دوم و بیشتر هزینه سالانه سه سرباز است.» همچنین ماده ۵۸ مکرر این قانون نیز اعلام کرده است که: «نیروی انتظامی موظف است در خصوص شناسایی، تعقیب و دستگیری مشمولان غایب و رسیدگی به وضعیت آنان اقدام نماید» در ادامه همچنین از همگی سازمان‌ها، دستگاه‌ها و شرکت‌های دولتی و غیردولتی کشور ایران درخواست کرده است تا در این زمینه بر علیه مردان ایرانی اقدام کنند. با تمام این فشارها، بیش از ۳ میلیون مشمول مرد غایب بر پایه اعلام رسمی در سال ۲۰۲۳ در ایران وجود دارند که محروم بودن از قوانین و خدمات همگانی را به سربازی اجباری ترجیح داده‌اند.

## نقض حقوق بشر
سربازی در ایران به گونه‌ای اجرایی شده است که مردان ایرانی را از حقوق پایه‌ای و اساسی یک انسان، محروم کرده است. حق انتخاب سرنوشت و تعیین مسیر زندگی شخصی، از این دسته حقوق هستند. بر پایه برخی تحلیل‌ها، حتی بر پایه قوانین ایران نیز، سربازی اجباری آزادی مشروع شخص ایرانی را نقض می‌کند. اصل خدمت سربازی در ایران، از دیدگاه‌های انسانی، اخلاقی، عقلانی، حقوقی و شرع، نقد شده است.
شمار محرومیت‌های قانونی پسران ایرانی با بردگی انسان مقایسه شده است. به‌گونه‌ای که پسر ایرانی، کاملاً تحت سلطه دیگر افراد جامعه قرار می‌گیرد. برخی معترضان به آن برده‌داری نوین گفته‌اند و بازداشت شده‌اند. بر پایه یک اعلام رسمی در وبگاه مجلس شورای اسلامی، محرومیت از تحصیل، محروم شدن از حق امضای سند حتی برای موارد ضروری در معامله‌ها، محرومیت از حق شغل و استخدام، حق بیمه، خدمات درمانی، محرومیت از خدمات بانکی ویژه و وام، اخذ پروانه کاری، محرومیت از اجازه ترک کشور حتی برای درمان و بسیاری از حقوق شهروندی دیگر.

## بهداشت و سلامتی سربازان
آلودگی و بیماری‌های گوناگون، از مشکلات دیگرِ سربازان ایرانی، در منطقه‌های خاص و حتی دور از مرکز کشور است؛ در مواردی این بیماری‌ها، هزینه‌هایی را نیز به سرباز و خانواده‌اش تحمیل می‌کنند.
پس از گسترش کرونا در ایران، مقام‌های نظامی وابسته، به خانواده‌های سربازان اطمینان دادند که فرزندانشان، درگیر این ویروس، نخواهند شد و از انجام کارهای پیشگیری در مراکزشان، خبر دادند.
مشکلاتی همچون گرایش سربازان ایرانی به مواد مخدر به دلیل مسائل روحی ناشی از ناخواسته‌بودن این گونه زندگی، هزینهٔ بیرون آمدن آنان از اقتصاد و بی‌انگیزگی‌شان در دوران خدمت نیز، هزینه‌های بسیاری برای ایران، دربردارد. همچنین بر پایهٔ آمار رسمی، حدود پنج درصد از سربازان در این کشور، معتاد می‌شوند که به گزارش بی‌بی‌سی فارسی، آمار آن، احتمالاً بیشتر از اینها است.
جدای از بهداشت و درمان، خطرهای سلامت برای سرباز ایرانی شامل تجهیزات غیر ایمن نیز می‌شود. در نمونه‌هایی انفجار کپسول گاز باعث سوختن سربازان شده است.

## اثرها بر زندگی شخصی سربازان

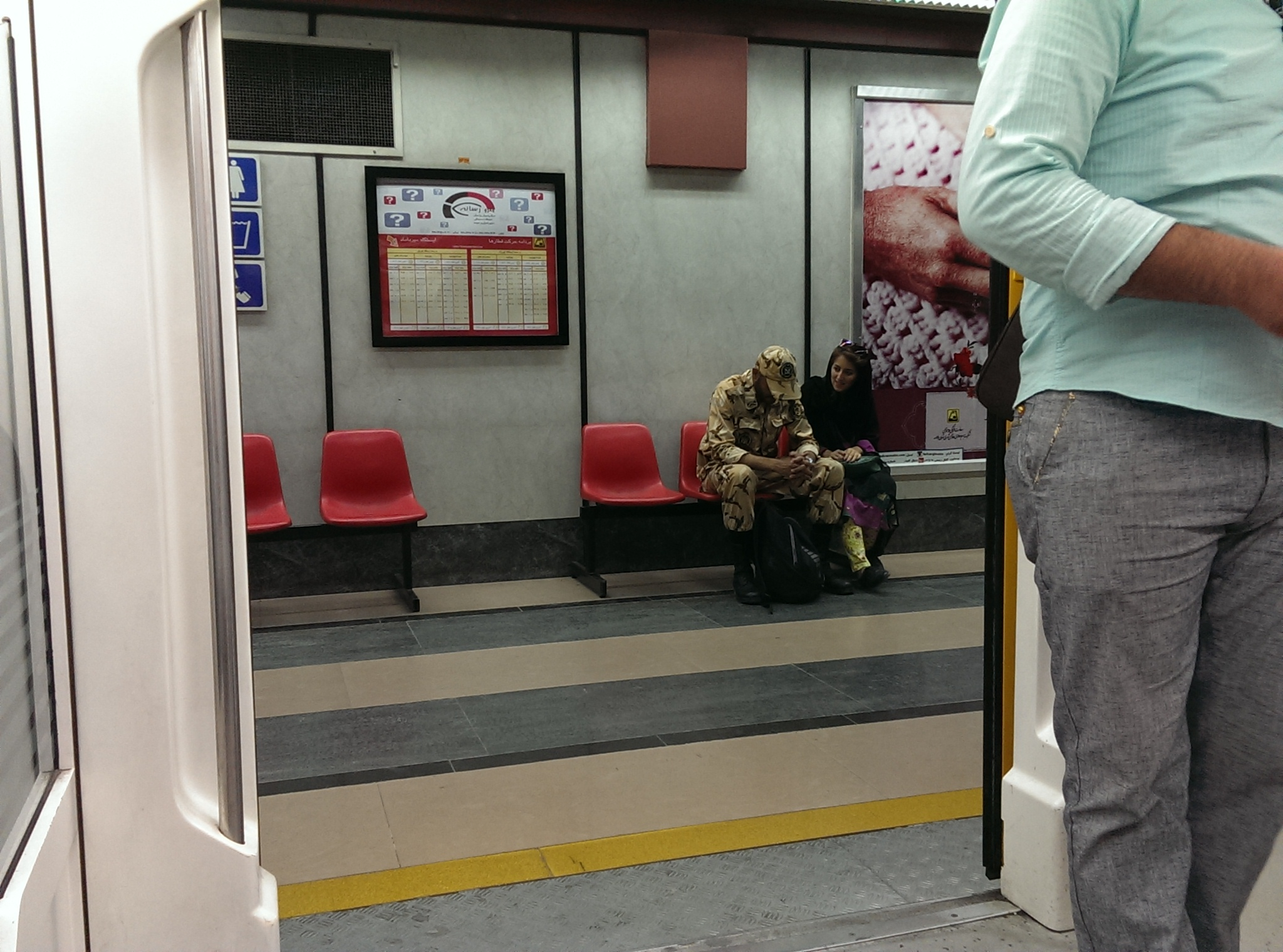
یک سرباز ایرانی در تهران

### اقتصاد سرباز و خانواده‌اش
سربازی به شکلی که در دوران جمهوری اسلامی اجرایی شد، بر دوش خانواده‌های سربازان نیز، بار مالی داشته است. عباسعلی منصوری آرانی، نمایندهٔ دورهٔ نهم مجلس شورای اسلامی، اعلام کرده است که «وقتی به سرباز ماهی ۶۰ هزار تومان پول می‌دهیم و او را به یک نقطه از کشور می‌فرستیم، به این فکر نمی‌کنیم که او مخارج یا حتی همین رفت و آمدش محتاج خانواده می‌شود و سربار آن هاست؟ به این ترتیب خانواده هم مختل می‌شود و خیلی از فرارها به خاطر همین باری است که سربازی بر خانواده ایجاد می‌کند». بر پایهٔ آمار سال ۱۳۹۵، ۴۰ درصد از سربازان غایب ایرانی، از قشرهای فقیر این کشور به‌شمار می‌رفتند.
صادق الحسینی، اقتصاددان، در انتقاد از سربازی اجباری در ایران گفت: «سربازی سه ویژگی دارد؛ نخست عدم رضایت، دوم کار رایگان و سوم عدم امکان پیگیری مطلوبیت فردی و منافع شخصی. این سه ویژگی، باعث می‌شود که سربازی اجباری، دارای عوارضی باشد». سربازی اجباری در دوران جمهوری اسلامی، دارای عوارض اقتصادی نیز دانسته شده است. به گفتهٔ همین کارشناس، «اولین عارضه آن فقر است. سربازی به نوعی تقویت کننده فقر در جوامعی است که خدمت اجباری دارند. افراد فقیر و دهک‌های پایین جمعیت عملاً یک بخشی از زندگی و عمر خود را برای یک سیستم به صورت مجانی کار می‌کنند. عمر مولد کم، مهارت آموزی کم است و در نتیجه، باعث ایجاد یک تلهٔ فقر می‌شود. سربازهای فراری نمی‌توانند در سیستم رسمی کار کنند و خودشان را بالا بکشند و این فقر، گسترش پیدا می‌کند». همچنین به گفتهٔ این اقتصاددان، از دید برابری جنسی نیز با توجه به مسئولیت‌های پسران در فرهنگ ایرانی، همانند تشکیل خانواده که نیازمند توان اقتصادی است، سربازی اجباری در این موارد، «عدم توازن» ایجاد می‌کند.

### ازدواج
در سال ۱۳۹۲، سربازی در ایران، عامل افزایش سن ازدواج و «سکته‌ای ۲ ساله در روند حیات اجتماعی پسران» دانسته شد و عده‌ای، باور داشتند که زمان بازنگری در مورد سربازی، فرا رسیده است. با این حال، باز هم تغییری صورت نگرفت. در سال ۱۴۰۰ نیز، اندکی پیش از انتخابات ریاست‌جمهوری ایران، سربازی اجباری در ایران، به‌عنوان یکی از چرایی‌های «تأخیر در ازدواج و به دنبال آن، کاهش جمعیت ایران»، مورد توجه و در دستور کار مرکز پژوهش‌های مجلس جمهوری اسلامی، قرار گرفت.

### تجاوزهای جنسی و رابطه با همجنس‌گرایی
همجنس‌گرایی در میان سربازان ایرانی، در رسانه‌ها مطرح بوده است. از جمله مشکلاتی که در دوران سربازی اجباری در ایران، مطرح شده است، تجاوز جنسی به برخی سربازان پسر در مناطقی از این کشور است. هرچند که این تجاوزها، باعث نشده است که مقامات نظام وظیفهٔ جمهوری اسلامی، واکنشی نشان دهند. در یک گزارش که بی‌بی‌سی فارسی آن را پوشش داد، یک سرباز ایرانی با اشاره به شبی که در هنگام استراحت، دژبان، آنها را به تیپ رزمی فراخواند، می‌گوید: «متوجه شدیم ۷ نفر از سربازان در حمام به سرباز دیگری تجاوز کرده‌اند. تا صبح، جلسه بازجویی و نوشتن صورتجلسه ادامه داشت. شش نفر از متهمان اعتراف کردند».
سرباز، اعلام کرد که هنگام نوشتن صورتجلسه، دریافت که «سرباز بزه‌دیده از تاریکی و تنهایی به‌شدت می‌ترسید. سرباز ارشد یگان با اطلاع از این موضوع پست نگهبانی منطقه‌ای در دور دست و خلوت را برای وی در نظر می‌گیرد و وقتی با التماس سرباز مواجه می‌شود در قبال تعویض به او پیشنهاد رابطه جنسی می‌دهد و با اطلاع دادن به بقیه، سرباز مورد تجاوز دسته‌جمعی قرار می‌گیرد. سربازان مجرم به دادسرا اعزام شدند، به درخواست من و موافقت فرمانده پایگاه سرباز بزه دیده به شهر دیگری منتقل شد».
رسانه‌های فارسی‌زبان، باور دارند که تجاوز جنسی در دوران سربازی، بسیار پیش می‌آید و برخی این را به اینکه سربازان از رابطه جنسی محروم هستند، ربط داده‌اند. سربازان ایرانی که مورد تجاوز قرار گرفته‌اند، اعلام کرده‌اند که در تخت، هنگام خواب، دستشویی و حمام، معمولاً ممکن است کسی برای چنین کاری به سربازان، نزدیک شود.
همچنین در سوی دیگر، دگرباشان جنسی ایرانی، برای گرفتن معافیت از سربازی، مجبور به اعتراف کردن می‌شوند.

### مشکلات روانی و خودکشی‌ها
اتلاف وقت و دوری از کار، تنها مشکلات و دردسرهای سربازی در این کشور نیست. افسردگی، خودکشی و اعتیاد در پادگان‌ها از جمله مشکلاتی است که برخی از سربازان، با آن، دست و پنجه نرم می‌کنند اما آمارهای آن، در اختیار همگان قرار نگرفته است. مشکلات روانشناختی چون بیماری‌های روانی، ترس از سربازی یا مأموریت مرزی، عدم اطمینان در امنیت خانواده و نگرش منفی نسبت به سربازان، از جمله عوامل خودکشی سربازان است. بر پایه گزارشی داخلی، هر ماه، تنها حدود ۵ تا ۶ خودکشی در سطح این کشور، توسط سربازان وجود دارد. طلاق، آسیب‌های روانی و مهاجرت نخبگان، با سربازی اجباری مرتبط دانسته شده‌اند.

#### فهرست خودکشی‌های رسانه‌ای‌شده
- در ۱۳۸۷، یک سرباز مشغول به خدمت در ندامتگاه شهر کرج، به روی شش زندانی آتش گشود که بر اثر تیراندازی وی، پنج نفر زخمی شده و یک نفر به قتل رسید؛ سپس این سرباز اقدام به خودکشی کرد.[۱۹]
- در ۱۳۸۷، یک سرباز حین نگهبانی در کلانتری نبرد با گذاشتن لوله اسلحه در دهان و شلیک گلوله به زندگی خود پایان داد.[۲۰]
- در ۱۳۹۰، یک سرباز در اقدام به خودکشی با اسلحهٔ کلاش در پاسگاه نیروی انتظامی روستای رحمت آباد خوانسار، به ناحیهٔ شکم خود شلیک کرد و جان خود را از دست داد.[۲۱]
- در ۱۳۹۲، یک سرباز در مرکز آموزش ولیعصر زابل؛ با قرار دادن اسلحه زیر گردن خود با شلیک سه گلوله دست به خودکشی زد.[۲۲]
- در ۱۳۹۲، یک جوان ۱۹ ساله، اهل روستای بیژوی از توابع سردشت در منزل پدری اقدام به خودکشی کرد. وی چند روز قبل را در روستای بیژوی و در مرخصی بسر برده بود.[۲۳]
- در ۱۳۹۳، یک سرباز کرد ایرانی به علت توهین به اعتقادات و باورهایش، با اسلحه سازمانی اقدام به خودکشی کرد.[۲۴][۲۵]
- در ۱۳۹۳، سرباز وظیفه در یکی از برجکهای مراقبتی زندان اوین با شلیک گلوله به پهلوی خود قصد خودکشی داشت اما نجات یافت و به یک مرکز درمانی در خارج از زندان اوین منتقل شد.[۲۶]
- در ۱۳۹۳، یک سرباز اهل روستایی از توابع ارومیه در پادگان سپاه واقع در کوه دالامپر به ضرب گلوله جان خود را از دست داد. فرماندهان نظامی دلیل مرگ او را خودکشی عنوان کردند.[۲۷]
- در ۱۳۹۴، در زندان آباده در استان فارس در حالی که عوامل یگان حفاظت از زندان در حال ورزش صبحگاهی بوده‌اند، سربازی که در یکی از برج‌های مراقبت مشغول نگهبانی بوده، شروع به تیراندازی کرده و افسر نگهبان و چهار سرباز وظیفه را کشت و یک سرباز دیگر را هم مجروح کرد.[۲۸]
- در ۱۳۹۵، در پی شایعه ترور یک سرباز در یکی از کلانتری‌های اهواز معاون اجتماعی فرماندهی انتظامی خوزستان این خبر را شایعه خواند و گفت: فوت این سرباز ناشی از اقدام به خودکشی بوده است. این سرباز متأسفانه با اقدام به شلیک به ناحیه سر خود جانش را از دست داد.[۲۹]
- در ۱۳۹۵، یک سرباز جوان در خاش خودکشی کرد.[۳۰][۳۱][۳۲]
- در ۱۳۹۵، جوان ۲۲ ساله اهل شهرستان نکا که در مرخصی سربازی به سر می‌برد، در منزل خود واقع در یکی از روستاهای دهستان مهروان خود را حلق آویز کرد و جان باخت.[۳۳]
- در ۱۳۹۵، جوانی ۲۰ ساله به نام محمد سلیمانی اهل اصفهان که از خدمت سربازی متواری شده بود و دارای سابقه ناراحتی روحی روانی نیز بود به دلیل مشکلات خانوادگی خود را به دار آویخت. او پدر خود را تهدید کرده بود که چنانچه او را مجبور به بازگشت به سربازی کنند، خود را خواهد کشت.[۳۴]
- در ۱۳۹۵، یکی از سربازان کانون اصلاح و تربیت با اسلحه خود سه نفر دیگر از سربازان دیگر کانون را به رگبار بست و در آخر با شلیک گلوله به زندگی خود نیز پایان داد.[۳۵]
- در ۱۳۹۶، یک سرباز ۲۱ ساله کلانتری ۱۵۷ مسعودیه با استفاده از اسلحه خدمت به زندگی خود پایان داد.[۳۶]
- در ۱۳۹۶، یک سرباز در کرج بعد از کشتن افسر کادر نیروی انتظامی خودکشی کرد.[۳۷]
- در ۱۳۹۶، یک سرباز وظیفه در یکی از کلانتری‌های شیراز با شلیک گلوله خودکشی کرد.[۳۸]
- در ۱۳۹۶، یک سرباز وظیفه در پادگان آبیک قزوین، سه سرباز را کشت و شش تن دیگر را زخمی و در نهایت خودکشی کرد.[۳۹]
- در ۱۳۹۶، یک سرباز که نگهبان بانک تجارت در فلکه سده آبادان بود در طبقه بالای بانک در برابر کارمندان و مشتریان بانک با شلیک گلوله اسلحه کلاشینکف به سینه‌اش به زندگی خود پایان داد.[۴۰]
- در ۱۳۹۶، در پی تیراندازی یک سرباز وظیفه در میدان تیر آموزشی کهریزک تهران، ۴ تن کشته و ۱۲ نفر زخمی شدند. سرباز مسلح با شلیک گلوله هدف قرار گرفت و بر اثر جراحات وارده جان خود را از دست داد.[۴۱]
- در ۱۳۹۷، یک سرباز غیربومی که در بازداشتگاه اشنویه خدمت می‌کرد ساعت ۳ بامداد دست به خودکشی زد. این سرباز که خواستگار یک دختر بوده که در پی ازدواج آن دختر، دچار مشکلات روحی شده و با شلیک گلوله به زندگی‌اش پایان داده است.[۴۲]
- در ۱۳۹۸، یک جوان اهل سقز در حین برگزاری رزمایش در پادگان ارتش با اسلحه اقدام به خودکشی و به زندگی خود پایان داد.[۴۳]
- در ۱۳۹۸، سرباز ۲۰ ساله در آخرین روز خدمتش به‌خاطر شکست عشقی در اتوبان صدر تهران خودکشی کرد.[۴۴]
- در ۱۳۹۸، یک سرباز ارتش در شهرستان خواف استان خراسان رضوی به دلیل مشکلات ناشی از فشار اقتصادی در یک لحظه کنترل اعصاب خود را از دست داد و با رفتن بر روی یک کامیون قصد داشت از ارتفاع آن خود را به زمین بیاندازد اما با حضور پلیس موفق به این کار نشد.[۴۵]
- در ۱۴۰۰، اوایل شهریورماه، یک سرباز اهل شهرستان خوی در استان آذربایجان غربی با خوردن قرص برنج دست به خودکشی زده و جان خود را از دست داد.[۴۶]
- در ۱۴۰۰، روز چهارشنبه ۳ شهریورماه، یک سرباز در پادگان نیروی هوایی ارتش قدس تهران از طریق حلق آویز کردن دست به خودکشی زده و جان خود را از دست داد.[۴۷]
- در ۱۴۰۰، روز جمعه ۲۳ مهرماه، یک سرباز در پادگان آموزش نیروی دریایی شهید نامجو در رشت در زمان پست نگهبانی با شلیک گلوله دست به خودکشی زد و جان خود را دست داد.[۴۸]

## مشکلات سربازان ایرانی پس از مهاجرت
پس از مهاجرت از ایران نیز سربازی اجباری مشکلاتی برای ایرانیان به‌وجود آورده است. در موردهایی که خود مرد ایرانی به رفتن به سربازی در سپاه اعتراف نکرده است، افسر مرزی کشور خارجی با بررسی داده‌های تلفن شخص ایرانی، شواهدی برای اینکه وی زمانی به سپاه خدمت کرده است می‌یافته و به استناد این شواهد، شخص ایرانی را «غیرقابل پذیرش» اعلام می‌کرد. این‌ها به دلیل رخ دادند که آمریکا سپاه پاسداران انقلاب اسلامی را در فهرست سازمان‌های تروریستی گذاشت.

## مخالفت‌ها و موافقت‌ها
موافقان سربازی اجباری در ایران، به «ساخته شدن جوان» و «ادای دین به میهن» به عنوان چرایی‌های موافقت خود، اشاره می‌کنند و مخالفان آن، استدلال‌هایی دیگر دارند که شامل رنج سربازان می‌شود. روش کادرسازی نیروهای مسلح ایران از طریق سربازی، منتقدهای بسیاری دارد؛ هرچند که صدای این نقدگران، تقریباً هیچ‌گاه در رسانه‌های رسمی درون ایران، شنیده نشده است. مهاجرت جوانان ایرانی از این کشور برای فرار از سربازی، بهره‌وری کم سربازان اجباری در هنگام شرایط جنگی، وضع بد سربازان از دید مالی، فیزیکی، عاطفی و آسیب‌های فیزیکی هم گرفتن معافیت، هم هنگام سربازی، از جمله مشکلات سربازی اجباری در ایران، دانسته شده‌اند. با این وجود، مسئولان جمهوری اسلامی برای دهه‌ها، هیچ تغییر بنیادینی در اصل سربازی در ایران، نداده‌اند و به انتقادات، بی‌توجه بودند. با این حال، افزون بر تأمین برخی از نیازهای دفاعی ایران، عامل‌های پنهان و آشکار بسیاری نیز برای ادامه‌یافتن سربازی در ایران، وجود دارند. نظامیان ایران، افزون بر نقش‌های آشکاری که دارند، نقش‌های پنهانی بسیاری نیز در قدرت و سیاست دارند و بخشی از این را، از نیروی انسانی که به خدمت می‌گیرند، دارند.